# 天主教蓬塔-迪佩德拉斯教区
天主教蓬塔-迪佩德拉斯教區（拉丁語：Dioecesis Petrosi Culminis），是巴西一個天主教教區，位於帕拉州馬拉若島南部。屬貝倫總教區。
1963年6月25日設自治監督區，1979年10月16日升為教區。2004年有教友108,800人，佔總人口90.7%。有六個堂區、司鐸九人。現任教區主教為阿萊西奧·薩卡爾多。